# 증기 동력분산식 열차
증기 동력분산식 열차(蒸氣 動力分散式 列車)는 증기 기관을 이용해서 운행하는 동력분산식 차량으로, 줄여서 증기 동차 혹은 기동차로 부르기도 한다.
증기 동차는 동차의 극초기를 구성한 차량으로서, 더 이전의 연원으로는 증기 버스 등에 그 맥이 이어진다 할 수 있다. 증기 기관차와 달리, 더 낮은 출력을 바탕으로, 한 대의 차량으로 운행할 수 있으며, 이로 인해 공간이나 비용을 절감할 수 있기 때문에 교통량이 적거나, 승강장이나 기관고 등 시설 공간을 충분히 얻기 어려운 노선에 주로 이용되었다. 이 방식은 비교적 부피가 커서 실제 동차화의 이익이 크지 않고 차량을 여럿 연결하는 것이 불가능에 가까워서, 이후에 내연기관이나 전기동력 등 대체기술이 등장하게 되자 빠르게 도태되어 1930년 경에 이르러서는 더 이상 찾아보기 어려운 형식이 되었다.
대한민국에서는 1923년 시그형 증기 동차가  도입되어 운행되었으나 성능이 떨어지고 진동이 심하여 금방 도태되었다. 이후 1962년 대한뉴스 제 395호에 등장하나 알려진 것은 없다.
기동차는 전 세계적으로 매우 희귀하다.

## 같이 보기
- 동차
- 디젤 동차